# Campeonato Nacional de Interligas 2017-18
El Campeonato Nacional de Interligas de la temporada 2017-18 fue la cuadragésima primera edición del máximo evento a nivel de selecciones de fútbol de las federaciones del interior de Paraguay. El campeonato es organizado por la Unión del Fútbol del Interior y en esta edición participaron 35 ligas de los 17 departamentos de Paraguay. El torneo, en su etapa interdepartamental, inició el 19 de noviembre de 2017.
La Liga Atyreña de Deportes, del Distrito de Atyrá del Departamento de la Cordillera, se coronó campeona por primera vez en su historia ganando el derecho de disputar el campeonato de la División Intermedia, para cuyo campeonato debió fundarse como Atyrá FC, y también la Copa San Isidro de Curuguaty, ante el campeón uruguayo de la Copa Nacional de Selecciones del Interior.

## Sistema de competición
Consta de dos fases, en la primera se conforman llaves donde los mejores clasifican a la siguiente fase y la segunda es la fase de eliminación directa.

## Primera fase
En la primera fase, los equipos de las 35 ligas fueron divididas en 15 llaves de dos equipos y 1 de tres, ordenados de acuerdo con la proximidad geográfica. Esta fase se disputará por puntos a través de encuentros de ida y vuelta, con excepción de la llave de 3 equipos, donde solo se disputará la ida, a fin de que todos los participantes tengan el mismo número de partidos disputados.

Criterios de Desempate
Si los equipos terminan sus partidos empatados en puntos se tendrá en cuenta la diferencia de gol y de persistir la paridad se ejecutarán penales para definir al equipo mejor ubicado en la llave.

## Equipos participantes
| Departamento     | Ciudad                                                                   | Equipo | Vía de Clasificación |
| ---------------- | ------------------------------------------------------------------------ | --- | --- |
| Concepción       | Concepción                                                               | Liga Concepcionera de Fútbol                                                                                        | Campeón del Torneo Interligas de Concepción 2017 |
| San Pedro        | Santa Rosa del Aguaray General Elizardo Aquino Capiibary 25 de Diciembre | Liga Santarroseña de Deportes Liga General Aquino de Fútbol Liga Deportiva Capiibary Liga Deportiva 25 de Diciembre | Campeón del Torneo Interligas de San Pedro 2017 Vicecampeón del Torneo Interligas de San Pedro 2017 Tercer Puesto del Torneo Interligas de San Pedro 2017 Sede de Inauguración                                 |
| Cordillera       | Piribebuy Caraguatay Eusebio Ayala Atyrá                                 | Liga Deportiva de Piribebuy Liga Caraguatay de Deportes Liga Barrereña de Deportes Liga Atyreña de Deportes         | Campeón del Torneo Interligas de Cordillera 2017 Vicecampeón del Torneo Interligas de Cordillera 2017 Tercer Puesto del Torneo Interligas de Cordillera 2017 Vicecampeón delTorneo Nacional de Interligas 2015 |
| Guairá           | Paso Yobai Mbocayaty                                                     | Liga Deportiva Paso Yobai Liga Deportiva de Ybyturuzú                                                               | Campeón del Torneo Interligas de Guairá 2017 Vicecampeón del Torneo Interligas de Guairá 2017 |
| Caaguazú         | Doctor J. Eulogio Estigarribia San José de los Arroyos Simón Bolívar     | Liga Deportiva Campo 9 Liga Sanjosiana de Deportes Liga Deportiva Simón Bolívar                                     | Campeón del Torneo Interligas de Caaguazú 2017 Vicecampeón del Torneo Interligas de Caaguazú 2017 Tercer Puesto del Torneo Interligas de Caaguazú 2017                                                         |
| Caazapá          | Caazapá Tavaí                                                            | Liga Caazapeña de Fútbol Liga Tavaiense de Fútbol                                                                   | Campeón del Torneo Interligas de Caazapá 2017 Vicecampeón del Torneo Interligas de Caazapá 2017 |
| Itapúa           | San Pedro del Paraná Hohenau José Leandro Oviedo                         | Liga Tebicuary de Fútbol Liga Alto Paraná de Fútbol Liga Deportiva José Leandro Oviedo                              | Campeón del Torneo Interligas de Itapúa 2017 Vicecampeón del Torneo Interligas de Itapúa 2017 Tercer Puesto del Torneo Interligas de Itapúa 2017                                                               |
| Misiones         | San Ignacio                                                              | Liga Ignaciana de Deportes                                                                                          | Campeón del Torneo Interligas de Misiones 2017 |
| Paraguarí        | San Roque González de Santa Cruz Mbuyapey Quiindy                        | Liga Roquegonzaleña de Fútbol Liga Mbuyapeyense de Fútbol Liga Quiindyense de Fútbol                                | Campeón del Torneo Interligas de Paraguarí 2017 Vicecampeón del Torneo Interligas de Paraguarí 2017 Tercer Puesto del Torneo Interligas de Paraguarí 2017                                                      |
| Alto Paraná      | Ciudad del Este Juan Emilio O'Leary                                      | Liga Deportiva Paranaense Liga Oleariense de Fútbol                                                                 | Campeón del Torneo Interligas de Alto Paraná 2017 Vicecampeón del Torneo Interligas de Alto Paraná 2017 |
| Central          | Limpio Itauguá Ypacaraí                                                  | Liga Limpeña de Fútbol Liga Itaugüeña de Fútbol Liga Regional de Fútbol Ypacaraí                                    | Campeón del Torneo Interligas de Central 2017 Vicecampeón del Torneo Interligas de Central 2017 Tercer Puesto del Torneo Interligas de Central 2017                                                            |
| Ñeembucú         | Pilar                                                                    | Liga Pilarense de Fútbol                                                                                            | Campeón del Torneo Interligas de Ñeembucú 2017 |
| Amambay          | Pedro Juan Caballero                                                     | Liga Deportiva del Amambay                                                                                          | Campeón del Torneo Interligas de Amambay 2017 |
| Canindeyú        | Ybyrarobaná Villa Ygatimí                                                | Liga General Bernardino Caballero Liga Ygatimiense de Deportes                                                      | Campeón del Torneo Interligas de Canindeyú 2017 Vicecampeón del Torneo Interligas de Canindeyú 2017 |
| Presidente Hayes | Villa Hayes                                                              | Liga Villahayense de Fútbol                                                                                         | Campeón del Torneo Interligas de Presidente Hayes 2017 |
| Boquerón         | Filadelfia                                                               | Liga Deportiva Defensores del Chaco                                                                                 | Campeón del Torneo Interligas de Boquerón 2017 |
| Alto Paraguay    | Fuerte Olimpo                                                            | Liga Olimpeña de Fútbol                                                                                             | Campeón del Torneo Interligas de Alto Paraguay 2017 |

## Primera fase
Los días en que disputaron las fechas, están señaladas a continuación:
- Fecha 1[3]: 19 y 26 de noviembre
- Fecha 2[4]: 3, 4 y 6 de diciembre
- Fecha 3[5]: 6 de diciembre

|  |  |

### Llave 1
| Equipo                              | Pts | PJ | PG | PE | PP | GF | GC | DG |
| ----------------------------------- | --- | -- | -- | -- | -- | -- | -- | -- |
| Liga Deportiva Defensores del Chaco | 3   | 1  | 1  | 0  | 1  | 4  | 2  | 2  |
| Liga Olimpeña de Fútbol             | 3   | 1  | 1  | 0  | 1  | 2  | 4  | -2 |

| Fecha 1 | Liga Deportiva Defensores del Chaco | 3 - 0 Walkover | Liga Olimpeña de Fútbol             |
| Fecha 2 | Liga Olimpeña de Fútbol             | 2 - 1          | Liga Deportiva Defensores del Chaco |

### Llave 2
| Equipo                           | Pts | PJ | PG | PE | PP | GF | GC | DG |
| -------------------------------- | --- | -- | -- | -- | -- | -- | -- | -- |
| Liga Concepcionera de Fútbol (p) | 3   | 2  | 1  | 0  | 1  | 3  | 3  | 0  |
| Liga Villahayense de Fútbol      | 3   | 2  | 1  | 0  | 1  | 3  | 3  | 0  |

| Fecha 1 | Liga Concepcionera de Fútbol | 1 - 0      | Liga Villahayense de Fútbol  |
| Fecha 2 | Liga Villahayense de Fútbol  | 3-2 (p)2-3 | Liga Concepcionera de Fútbol |

### Llave 3
| Equipo                        | Pts | PJ | PG | PE | PP | GF | GC | DG |
| ----------------------------- | --- | -- | -- | -- | -- | -- | -- | -- |
| Liga Santarroseña de Deportes | 4   | 2  | 1  | 1  | 0  | 3  | 0  | 3  |
| Liga Deportiva del Amambay    | 1   | 2  | 0  | 1  | 1  | 0  | 3  | -3 |

| Fecha 1 | Liga Santarroseña de Deportes | 0 - 0 | Liga Deportiva del Amambay    |
| Fecha 2 | Liga Deportiva del Amambay    | 0 - 3 | Liga Santarroseña de Deportes |

### Llave 4
| Equipo                        | Pts | PJ | PG | PE | PP | GF | GC | DG |
| ----------------------------- | --- | -- | -- | -- | -- | -- | -- | -- |
| Liga Ygatimiense de Deportes  | 4   | 2  | 1  | 1  | 0  | 4  | 2  | 2  |
| Liga General Aquino de Fútbol | 1   | 2  | 0  | 1  | 1  | 2  | 4  | -2 |

| Fecha 1 | Liga General Aquino de Fútbol | 1 - 3 | Liga Ygatimiense de Deportes  |
| Fecha 2 | Liga Ygatimiense de Deportes  | 1 - 1 | Liga General Aquino de Fútbol |

### Llave 5
| Equipo                     | Pts | PJ | PG | PE | PP | GF | GC | DG |
| -------------------------- | --- | -- | -- | -- | -- | -- | -- | -- |
| Liga Pilarense de Fútbol   | 6   | 2  | 2  | 0  | 0  | 7  | 1  | 6  |
| Liga Alto Paraná de Fútbol | 0   | 2  | 0  | 0  | 2  | 1  | 7  | -6 |

| Fecha 1 | Liga Alto Paraná de Fútbol | 1 - 3 | Liga Pilarense de Fútbol   |
| Fecha 2 | Liga Pilarense de Fútbol   | 4 - 0 | Liga Alto Paraná de Fútbol |

### Llave 6
| Equipo                            | Pts | PJ | PG | PE | PP | GF | GC | DG |
| --------------------------------- | --- | -- | -- | -- | -- | -- | -- | -- |
| Liga Roquegonzaleña de Fútbol (p) | 2   | 2  | 0  | 2  | 0  | 1  | 1  | 0  |
| Liga Ignaciana de Deportes        | 2   | 2  | 0  | 2  | 0  | 1  | 1  | 0  |

| Fecha 1 | Liga Ignaciana de Deportes    | 1 - 1        | Liga Roquegonzaleña de Fútbol |
| Fecha 2 | Liga Roquegonzaleña de Fútbol | 0 - 0 (p)6:5 | Liga Ignaciana de Deportes    |

### Llave 7
| Equipo                             | Pts | PJ | PG | PE | PP | GF | GC | DG |
| ---------------------------------- | --- | -- | -- | -- | -- | -- | -- | -- |
| Liga Deportiva Paranaense          | 3   | 2  | 1  | 0  | 1  | 2  | 1  | 1  |
| Liga Deportiva José Leandro Oviedo | 3   | 2  | 1  | 0  | 1  | 1  | 2  | -1 |

| Fecha 1 | Liga Deportiva José Leandro Oviedo | 0 - 2 | Liga Deportiva Paranaense          |
| Fecha 2 | Liga Deportiva Paranaense          | 0 - 1 | Liga Deportiva José Leandro Oviedo |

### Llave 8
| Equipo                       | Pts | PJ | PG | PE | PP | GF | GC | DG |
| ---------------------------- | --- | -- | -- | -- | -- | -- | -- | -- |
| Liga Caazapeña de Fútbol (p) | 2   | 2  | 0  | 2  | 0  | 1  | 1  | 0  |
| Liga Deportiva de Ybyturuzú  | 2   | 2  | 0  | 2  | 0  | 1  | 1  | 0  |

| Fecha 1 | Liga Deportiva de Ybyturuzú | 0 - 0        | Liga Caazapeña de Fútbol    |
| Fecha 2 | Liga Caazapeña de Fútbol    | 1 - 1 (p)3-2 | Liga Deportiva de Ybyturuzú |

### Llave 9
| Equipo                            | Pts | PJ | PG | PE | PP | GF | GC | DG |
| --------------------------------- | --- | -- | -- | -- | -- | -- | -- | -- |
| Liga Oleariense de Fútbol         | 4   | 2  | 1  | 1  | 0  | 3  | 1  | 2  |
| Liga General Bernardino Caballero | 1   | 2  | 0  | 1  | 1  | 1  | 3  | -2 |

| Fecha 1 | Liga General Bernardino Caballero | 1 - 3 | Liga Oleariense de Fútbol         |
| Fecha 2 | Liga Oleariense de Fútbol         | 0 - 0 | Liga General Bernardino Caballero |

### Llave 10
| Equipo                     | Pts | PJ | PG | PE | PP | GF | GC | DG |
| -------------------------- | --- | -- | -- | -- | -- | -- | -- | -- |
| Liga Barrereña de Deportes | 6   | 2  | 2  | 0  | 0  | 4  | 2  | 2  |
| Liga Deportiva Capiibary   | 0   | 2  | 0  | 0  | 2  | 2  | 4  | -2 |

| Fecha 1 | Liga Barrereña de Deportes | 1 - 0 | Liga Deportiva Capiibary   |
| Fecha 2 | Liga Deportiva Capiibary   | 2 - 3 | Liga Barrereña de Deportes |

### Llave 11
| Equipo                        | Pts | PJ | PG | PE | PP | GF | GC | DG |
| ----------------------------- | --- | -- | -- | -- | -- | -- | -- | -- |
| Liga Deportiva Paso Yobai (p) | 3   | 2  | 1  | 0  | 1  | 3  | 3  | 0  |
| Liga Sanjosiana de Deportes   | 3   | 2  | 1  | 0  | 1  | 3  | 3  | 0  |

| Fecha 1 | Liga Sanjosiana de Deportes | 1 - 0        | Liga Deportiva Paso Yobai   |
| Fecha 2 | Liga Deportiva Paso Yobai   | 3 - 2 (p)3-1 | Liga Sanjosiana de Deportes |

### Llave 12
| Equipo                      | Pts | PJ | PG | PE | PP | GF | GC | DG |
| --------------------------- | --- | -- | -- | -- | -- | -- | -- | -- |
| Liga Deportiva Campo 9      | 6   | 2  | 2  | 0  | 0  | 7  | 3  | 4  |
| Liga Caraguatay de Deportes | 0   | 2  | 0  | 0  | 2  | 3  | 7  | -4 |

| Fecha 1 | Liga Deportiva Campo 9      | 4 - 1 | Liga Caraguatay de Deportes |
| Fecha 2 | Liga Caraguatay de Deportes | 2 - 3 | Liga Deportiva Campo 9      |

### Llave 13
| Equipo                         | Pts | PJ | PG | PE | PP | GF | GC | DG |
| ------------------------------ | --- | -- | -- | -- | -- | -- | -- | -- |
| Liga Deportiva Simón Bolívar   | 6   | 2  | 2  | 0  | 0  | 9  | 2  | 7  |
| Liga Deportiva 25 de Diciembre | 0   | 2  | 0  | 0  | 2  | 2  | 9  | -7 |

| Fecha 1 | Liga Deportiva 25 de Diciembre | 1 - 3 | Liga Deportiva Simón Bolívar   |
| Fecha 2 | Liga Deportiva Simón Bolívar   | 6 - 1 | Liga Deportiva 25 de Diciembre |

### Llave 14
| Equipo                           | Pts | PJ | PG | PE | PP | GF | GC | DG |
| -------------------------------- | --- | -- | -- | -- | -- | -- | -- | -- |
| Liga Deportiva de Piribebuy      | 4   | 2  | 1  | 1  | 0  | 5  | 4  | 1  |
| Liga Regional de Fútbol Ypacaraí | 1   | 2  | 0  | 1  | 1  | 4  | 5  | -1 |

| Fecha 1 | Liga Deportiva de Piribebuy      | 1 - 1 | Liga Regional de Fútbol Ypacaraí |
| Fecha 2 | Liga Regional de Fútbol Ypacaraí | 3 - 4 | Liga Deportiva de Piribebuy      |

### Llave 15
| Equipo                     | Pts | PJ | PG | PE | PP | GF | GC | DG |
| -------------------------- | --- | -- | -- | -- | -- | -- | -- | -- |
| Liga Itaugüeña de Fútbol   | 4   | 2  | 1  | 1  | 0  | 9  | 5  | 4  |
| Liga Quiindyense de Fútbol | 1   | 2  | 0  | 1  | 1  | 5  | 9  | -4 |

| Fecha 1 | Liga Quiindyense de Fútbol | 3 - 3 | Liga Itaugüeña de Fútbol   |
| Fecha 2 | Liga Itaugüeña de Fútbol   | 6 - 2 | Liga Quiindyense de Fútbol |

### Llave 16
| Equipo                      | Pts | PJ | PG | PE | PP | GF | GC | DG |
| --------------------------- | --- | -- | -- | -- | -- | -- | -- | -- |
| Liga Atyreña de Deportes    | 6   | 2  | 2  | 0  | 0  | 4  | 1  | 3  |
| Liga Limpeña de Fútbol      | 3   | 2  | 1  | 0  | 1  | 5  | 3  | 2  |
| Liga Mbuyapeyense de Fútbol | 0   | 2  | 0  | 0  | 2  | 1  | 6  | -5 |

| Fecha 1 | Liga Mbuyapeyense de Fútbol | 0 - 2 | Liga Atyreña de Deportes    |
| Fecha 2 | Liga Limpeña de Fútbol      | 4 - 1 | Liga Mbuyapeyense de Fútbol |
| Fecha 3 | Liga Atyreña de Deportes    | 2 - 1 | Liga Limpeña de Fútbol      |

### Llave 17
| Equipo                   | Pts | PJ | PG | PE | PP | GF | GC | DG |
| ------------------------ | --- | -- | -- | -- | -- | -- | -- | -- |
| Liga Tebicuary de Fútbol | 4   | 2  | 1  | 1  | 0  | 3  | 1  | 2  |
| Liga Tavaiense de Fútbol | 1   | 2  | 0  | 1  | 1  | 1  | 3  | -2 |

| Fecha 1 | Liga Tebicuary de Fútbol | 1 - 1 | Liga Tavaiense de Fútbol |
| Fecha 2 | Liga Tavaiense de Fútbol | 0 - 2 | Liga Tebicuary de Fútbol |

## Segunda fase
Las 18 ligas se agruparon en 9 llaves de 2 ligas cada.
En cada llave se jugaron partidos de ida y vuelta, oficiando cada liga un partido de local y otro de visitante.
Los días en que se disputaron las fechas, están señaladas a continuación:
- Fecha 1[9]: 10 de diciembre.
- Fecha 2[10]: 16 y 19 de diciembre.

|  |  |

### Llave 1
| Equipo                              | Pts | PJ | PG | PE | PP | GF | GC | DG |
| ----------------------------------- | --- | -- | -- | -- | -- | -- | -- | -- |
| Liga Concepcionera de Fútbol        | 6   | 2  | 2  | 0  | 0  | 8  | 3  | 5  |
| Liga Deportiva Defensores del Chaco | 0   | 2  | 0  | 0  | 2  | 3  | 8  | -5 |

| Fecha 1 | Liga Concepcionera de Fútbol        | 3 - 1 | Liga Deportiva Defensores del Chaco |
| Fecha 2 | Liga Deportiva Defensores del Chaco | 2 - 5 | Liga Concepcionera de Fútbol        |

### Llave 2
| Equipo                        | Pts | PJ | PG | PE | PP | GF | GC | DG |
| ----------------------------- | --- | -- | -- | -- | -- | -- | -- | -- |
| Liga Santarroseña de Deportes | 3   | 2  | 1  | 0  | 1  | 3  | 1  | 2  |
| Liga Ygatimiense de Deportes  | 3   | 2  | 1  | 0  | 1  | 1  | 3  | -2 |

| Fecha 1 | Liga Ygatimiense de Deportes  | 0 - 3 | Liga Santarroseña de Deportes |
| Fecha 2 | Liga Santarroseña de Deportes | 0 - 1 | Liga Ygatimiense de Deportes  |

### Llave 3
| Equipo                           | Pts | PJ | PG | PE | PP | GF | GC | DG |
| -------------------------------- | --- | -- | -- | -- | -- | -- | -- | -- |
| Liga Roquegonzaleña de Fútbol(p) | 3   | 2  | 1  | 0  | 1  | 4  | 4  | 0  |
| Liga Pilarense de Fútbol         | 3   | 2  | 1  | 0  | 1  | 4  | 4  | 0  |

| Fecha 1 | Liga Pilarense de Fútbol      | 3 - 1        | Liga Roquegonzaleña de Fútbol |
| Fecha 2 | Liga Roquegonzaleña de Fútbol | 3 - 1 (p)3:1 | Liga Pilarense de Fútbol      |

### Llave 4
| Equipo                      | Pts | PJ | PG | PE | PP | GF | GC | DG |
| --------------------------- | --- | -- | -- | -- | -- | -- | -- | -- |
| Liga Caazapeña de Fútbol(p) | 3   | 2  | 1  | 0  | 1  | 3  | 3  | 0  |
| Liga Deportiva Paranaense   | 3   | 2  | 1  | 0  | 1  | 3  | 3  | 0  |

| Fecha 1 | Liga Caazapeña de Fútbol  | 3 - 1        | Liga Deportiva Paranaense |
| Fecha 2 | Liga Deportiva Paranaense | 2 - 0 (p)3:4 | Liga Caazapeña de Fútbol  |

### Llave 5
| Equipo                     | Pts | PJ | PG | PE | PP | GF | GC | DG |
| -------------------------- | --- | -- | -- | -- | -- | -- | -- | -- |
| Liga Oleariense de Fútbol  | 6   | 2  | 2  | 0  | 0  | 6  | 1  | 5  |
| Liga Barrereña de Deportes | 0   | 2  | 0  | 0  | 2  | 1  | 6  | -5 |

| Fecha 1 | Liga Oleariense de Fútbol  | 4 - 1 | Liga Barrereña de Deportes |
| Fecha 2 | Liga Barrereña de Deportes | 2 - 0 | Liga Oleariense de Fútbol  |

### Llave 6
| Equipo                    | Pts | PJ | PG | PE | PP | GF | GC | DG |
| ------------------------- | --- | -- | -- | -- | -- | -- | -- | -- |
| Liga Deportiva Campo 9    | 6   | 2  | 2  | 0  | 0  | 6  | 3  | 3  |
| Liga Deportiva Paso Yobai | 0   | 2  | 0  | 0  | 2  | 3  | 6  | -3 |

| Fecha 1 | Liga Deportiva Paso Yobai | 2 - 3 | Liga Deportiva Campo 9    |
| Fecha 2 | Liga Deportiva Campo 9    | 3 - 1 | Liga Deportiva Paso Yobai |

### Llave 7
| Equipo                       | Pts | PJ | PG | PE | PP | GF | GC | DG |
| ---------------------------- | --- | -- | -- | -- | -- | -- | -- | -- |
| Liga Deportiva de Piribebuy  | 3   | 2  | 1  | 0  | 1  | 6  | 2  | 4  |
| Liga Deportiva Simón Bolívar | 3   | 2  | 1  | 0  | 1  | 2  | 6  | -4 |

| Fecha 1 | Liga Deportiva Simón Bolívar | 2 - 1 | Liga Deportiva de Piribebuy  |
| Fecha 2 | Liga Deportiva de Piribebuy  | 5 - 0 | Liga Deportiva Simón Bolívar |

### Llave 8
| Equipo                   | Pts | PJ | PG | PE | PP | GF | GC | DG |
| ------------------------ | --- | -- | -- | -- | -- | -- | -- | -- |
| Liga Limpeña de Fútbol   | 6   | 2  | 2  | 0  | 0  | 5  | 2  | 3  |
| Liga Itaugüeña de Fútbol | 0   | 2  | 0  | 0  | 2  | 2  | 5  | -3 |

| Fecha 1 | Liga Limpeña de Fútbol   | 2 - 0 | Liga Itaugüeña de Fútbol |
| Fecha 2 | Liga Itaugüeña de Fútbol | 2 - 3 | Liga Limpeña de Fútbol   |

### Llave 9
| Equipo                      | Pts | PJ | PG | PE | PP | GF | GC | DG |
| --------------------------- | --- | -- | -- | -- | -- | -- | -- | -- |
| Liga Atyreña de Deportes(p) | 3   | 2  | 1  | 0  | 1  | 2  | 2  | 0  |
| Liga Tebicuary de Fútbol    | 3   | 2  | 1  | 0  | 1  | 2  | 2  | 0  |

| Fecha 1 | Liga Atyreña de Deportes | 1 - 0        | Liga Tebicuary de Fútbol |
| Fecha 2 | Liga Tebicuary de Fútbol | 2 - 1 (p)1:3 | Liga Atyreña de Deportes |

### Tabla de segundos
El mejor segundo de las llaves clasifica a la siguiente fase.
| Equipo                              | Pts | Dif. gol | GF |
| ----------------------------------- | --- | -------- | -- |
| Liga Pilarense de Fútbol            | 3   | 0        | 4  |
| Liga Deportiva Paranaense           | 3   | 0        | 3  |
| Liga Tebicuary de Fútbol            | 3   | 0        | 2  |
| Liga Ygatimiense de Deportes        | 3   | -2       | 1  |
| Liga Deportiva Simón Bolívar        | 3   | -4       | 2  |
| Liga Deportiva Paso Yobai           | 0   | -3       | 3  |
| Liga Itaugüeña de Fútbol            | 0   | -3       | 2  |
| Liga Deportiva Defensores del Chaco | 0   | -5       | 3  |
| Liga Barrereña de Deportes          | 0   | -5       | 1  |

## Tercera Fase
Las 10 ligas se agruparon en 5 llaves de 2 ligas cada.
En cada llave se jugaron partidos de ida y vuelta, oficiando cada liga un partido de local y otro de visitante.
| Fechas               | Local ida                    | Global       | Local vuelta                  | Ida | Vuelta | Llave |
| -------------------- | ---------------------------- | ------------ | ----------------------------- | --- | ------ | ----- |
| 23 y 30 de diciembre | Liga Concepcionera de Fútbol | 3:2          | Liga Santarroseña de Deportes | 0:0 | 3:2    | S1    |
| 26 y 30 de diciembre | Liga Caazapeña de Fútbol     | 3:2          | Liga Roquegonzaleña de Fútbol | 2:1 | 1:1    | S2    |
| 23 y 30 de diciembre | Liga Deportiva Campo 9       | 5:3          | Liga Oleariense de Fútbol     | 2:1 | 3:2    | S3    |
| 23 y 30 de diciembre | Liga Limpeña de Fútbol       | 3:2          | Liga Deportiva de Piribebuy   | 2:0 | 1:2    | S4    |
| 23 y 30 de diciembre | Liga Atyreña de Deportes     | 6:6 (3:4 p.) | Liga Pilarense de Fútbol      | 2:3 | 4:3    | S5    |

#### Tabla de equipos eliminados
El equipo eliminado con mejor puntaje clasifica para la cuarta fase.

|  | Clasificado a la cuarta fase |

| Equipo                        | Pts | GF | GC | DG |
| ----------------------------- | --- | -- | -- | -- |
| Liga Atyreña de Deportes      | 3   | 6  | 6  | 0  |
| Liga Deportiva de Piribebuy   | 3   | 2  | 3  | -1 |
| Liga Santarroseña de Deportes | 1   | 2  | 3  | -1 |
| Liga Roquegonzaleña de Fútbol | 1   | 2  | 3  | -1 |
| Liga Oleariense de Fútbol     | 0   | 3  | 5  | -2 |

## Cuarta Fase
Las 6 ligas se agruparon en 3 llaves de 2 ligas cada.
En cada llave se jugarán partidos de ida y vuelta, oficiando cada liga un partido de local y otro de visitante.
| Fechas                  | Local ida                    | Global       | Local vuelta             | Ida | Vuelta | Llave |
| ----------------------- | ---------------------------- | ------------ | ------------------------ | --- | ------ | ----- |
| 7 y 13 de enero de 2018 | Liga Concepcionera de Fútbol | 1:3          | Liga Caazapeña de Fútbol | 0:1 | 1:2    | G1    |
| 7 y 14 de enero de 2018 | Liga Deportiva Campo 9       | 2:5          | Liga Atyreña de Deportes | 0:2 | 2:3    | G2    |
| 7 y 14 de enero de 2018 | Liga Limpeña de Fútbol       | 5:5 (1:3 p.) | Liga Pilarense de Fútbol | 4:3 | 1:2    | G3    |

#### Tabla de equipos eliminados
El equipo eliminado con mejor puntaje clasifica a la semifinal del campeonato.

|  | Clasificado a la semifinal |

| Equipo                       | Pts | GF | GC | DG |
| ---------------------------- | --- | -- | -- | -- |
| Liga Limpeña de Fútbol       | 3   | 5  | 5  | 0  |
| Liga Concepcionera de Fútbol | 0   | 1  | 3  | -2 |
| Liga Deportiva Campo 9       | 0   | 2  | 5  | -3 |

## Fase final
|  | Semifinales              | Semifinales | Semifinales              |   |                          | Final | Final | Final |  |
|  |                          |             |                          |   |                          |       |       |       |  |
|  |                          |             |                          |   |                          |       |       |       |  |
|  | Liga Caazapeña de Fútbol | 1           | 0                        |   |                          |       |       |       |  |
|  | Liga Caazapeña de Fútbol | 1           | 0                        |   |                          |       |       |       |  |
|  | Liga Atyreña de Deportes | 1           | 1                        |   |                          |       |       |       |  |
|  | Liga Atyreña de Deportes | 1           | 1                        |   | Liga Atyreña de Deportes | 6     | 2     |       |  |
|  |                          |             |                          |   | Liga Atyreña de Deportes | 6     | 2     |       |  |
|  |                          |             | Liga Pilarense de Fútbol | 0 | 2                        |       |       |       |  |
|  | Liga Limpeña de Fútbol   | 1           | Liga Pilarense de Fútbol | 0 | 2                        | 4     |       |       |  |
|  | Liga Limpeña de Fútbol   | 1           |                          |   |                          | 4     |       |       |  |
|  | Liga Pilarense de Fútbol | 4           | 2                        |   |                          |       |       |       |  |
|  | Liga Pilarense de Fútbol | 4           | 2                        |   |                          |       |       |       |  |
|  |                          |             |                          |   |                          |       |       |       |  |

### Semifinal
| 21 de enero de 2018 | Liga Atyreña de Deportes | 1:1     | Liga Caazapeña de Fútbol | Estadio San Francisco de Asís, Atyrá |                                |
|                     | Juan Martínez 45'        | Reporte | Rubén Fernandez 42'      | Asistencia: 3.123 espectadores       | Asistencia: 3.123 espectadores |

| 28 de enero de 2018 | Liga Caazapeña de Fútbol | 0:1     | Liga Atyreña de Deportes | Estadio Club 25 de Enero, Caazapá |                                |
|                     |                          | Reporte | Cristian Galeano 24'     | Asistencia: 3.695 espectadores    | Asistencia: 3.695 espectadores |

| 21 de enero de 2018, | Liga Pilarense de Fútbol                                                              | 4:1     | Liga Limpeña de Fútbol | Estadio Emilio Sisul, Pilar    |                                |
|                      | Cristian Agüero 17' · Cristian Rivarola 20' · Alexis Zayas 58' · Basilio Amarilla 84' | Reporte | Nelson Fariña 46'      | Asistencia: 1.038 espectadores | Asistencia: 1.038 espectadores |

| 28 de enero de 2018 | Liga Limpeña de Fútbol                                                      | 4:2     | Liga Pilarense de Fútbol | Estadio Optaciano Gómez, Limpio |                              |
|                     | Nery Castro 10' · César Martínez 14' · Will Argüello 55' · Juan Ramírez 85' | Reporte | Alexis Zayas 31', 36'    | Asistencia: 725 espectadores    | Asistencia: 725 espectadores |

### Finales
| 4 de febrero de 2018 | Liga Pilarense de Fútbol | 0:6     | Liga Atyreña de Deportes                                        | Estadio Luis Alberto Salinas Tanasio, Itauguá |                                |
|                      |                          | Reporte | Juan Carlos Martínez 9', 25', 35', 69', 73' · Juan Chaparro 87' | Asistencia: 4.279 espectadores                | Asistencia: 4.279 espectadores |

| 11 de febrero de 2018 | Liga Atyreña de Deportes              | 2:2     | Liga Pilarense de Fútbol                 | Estadio Luis Alberto Salinas Tanasio, Itauguá |                                |
|                       | Juan Chaparro 21' · Julio Jiménez 49' | Reporte | Christian Agüero 1' · Carlos Vázquez 38' | Asistencia: 5.189 espectadores                | Asistencia: 5.189 espectadores |

| Campeón Liga Atyreña de Deportes 1º título |